# Soito (Sabugal)
Souto is een plaats (freguesia) in de Portugese gemeente Sabugal en telt 1419 inwoners (2001).